# بیل کر
بیل کر (انگلیسی: Bill Kerr؛ ۱۰ ژوئن ۱۹۲۲ – ۲۸ اوت ۲۰۱۴) یک هنرپیشه اهل استرالیا بود. وی بین سال‌های ۱۹۳۳ تا ۲۰۱۱ میلادی فعالیت می‌کرد.
از فیلم‌ها یا برنامه‌های تلویزیونی که وی در آن نقش داشته است می‌توان به سال زندگی خطرناک، منفجرکننده‌های سد، گالیپولی، پیتر پن اشاره کرد.